# 石と賢治のミュージアム
石と賢治のミュージアム（いしとけんじのミュージアム）は、岩手県一関市東山町にある市立博物館である。
宮沢賢治も勤務した旧東北砕石工場（1924年創業、1978年操業停止）に関する歴史・文化を保全し、関係者の功績を顕彰するとともに資料の収集、保管、展示などを行い、これを広く伝承し地域の教育文化の向上に資するため、1999年4月3日に開設された。

## 施設
- 旧東北砕石工場及び坑道
  - 所在地：一関市東山町松川字滝ノ沢平117番地
- 太陽と風の家
  - 所在地：一関市東山町松川字滝ノ沢153番地
- 双思堂文庫
  - 所在地：一関市東山町松川字滝ノ沢152番地9
- 賢治・東蔵を語る休憩室
  - 所在地：一関市東山町松川字滝ノ沢146番地

2018年4月1日から7月19日まで、市川春子の漫画『宝石の国』とのコラボレーション企画が、講談社・ミネラルマルシェの協力で行われた。

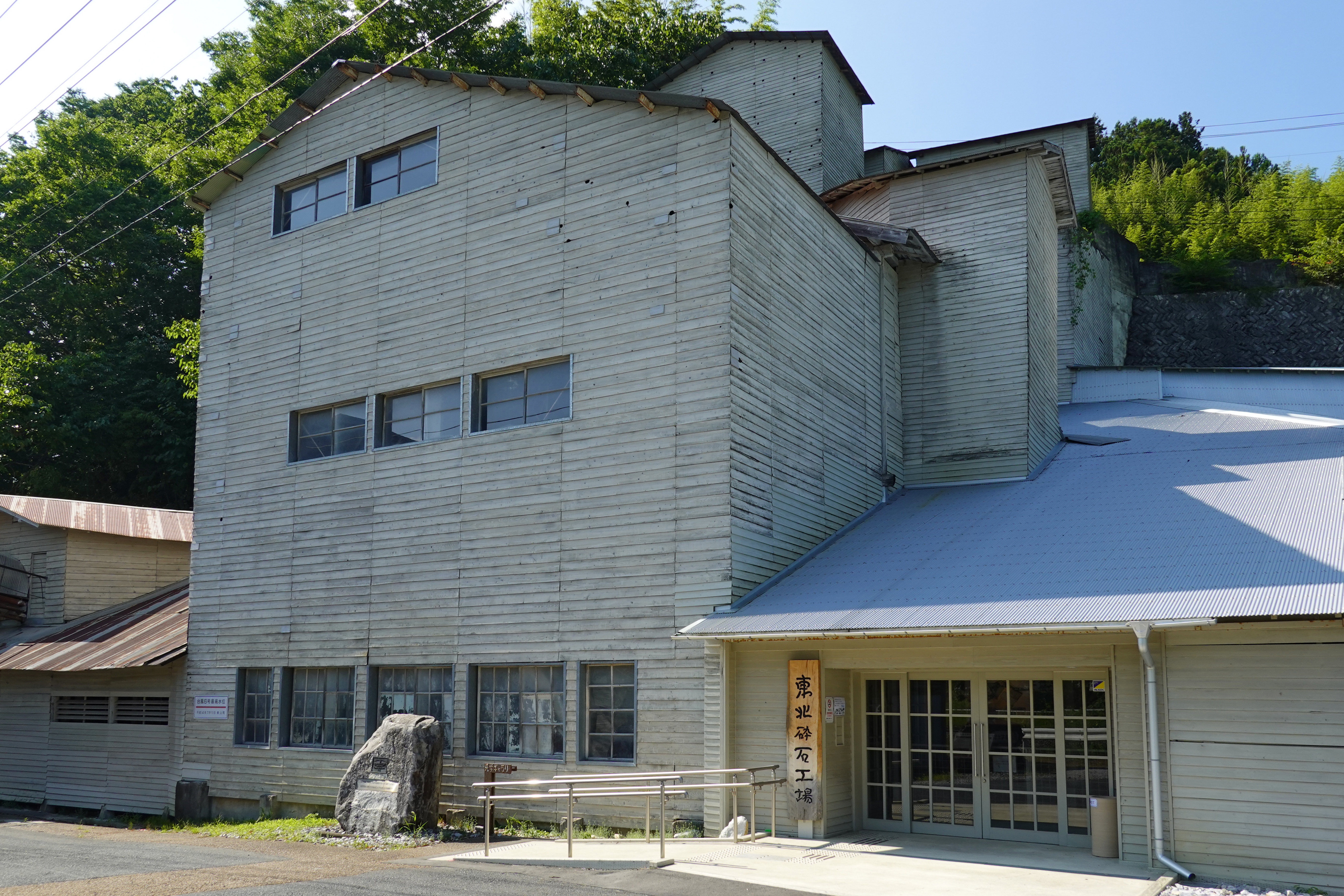
旧東北砕石工場
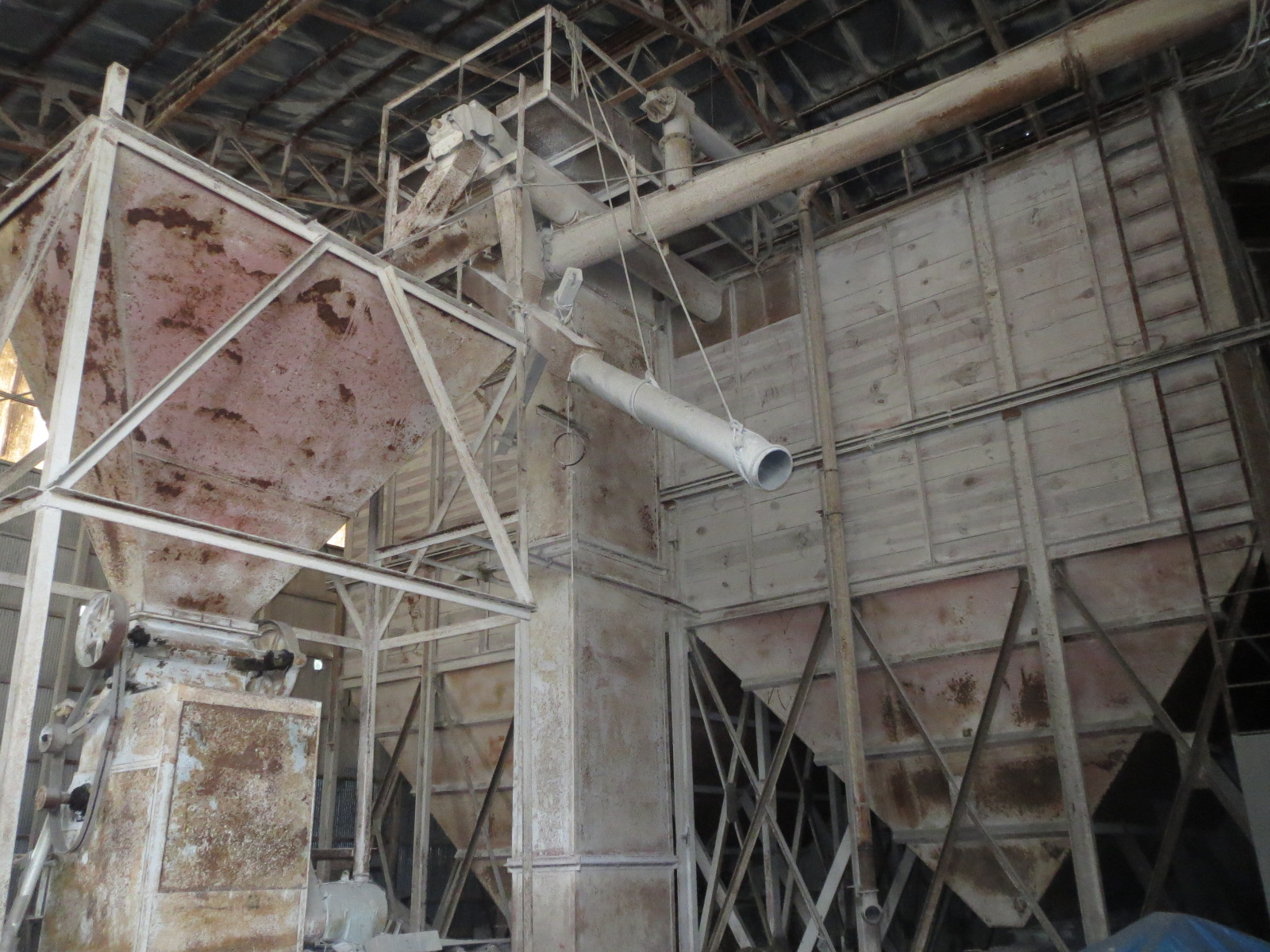
貯蔵サイロ・バッカー機
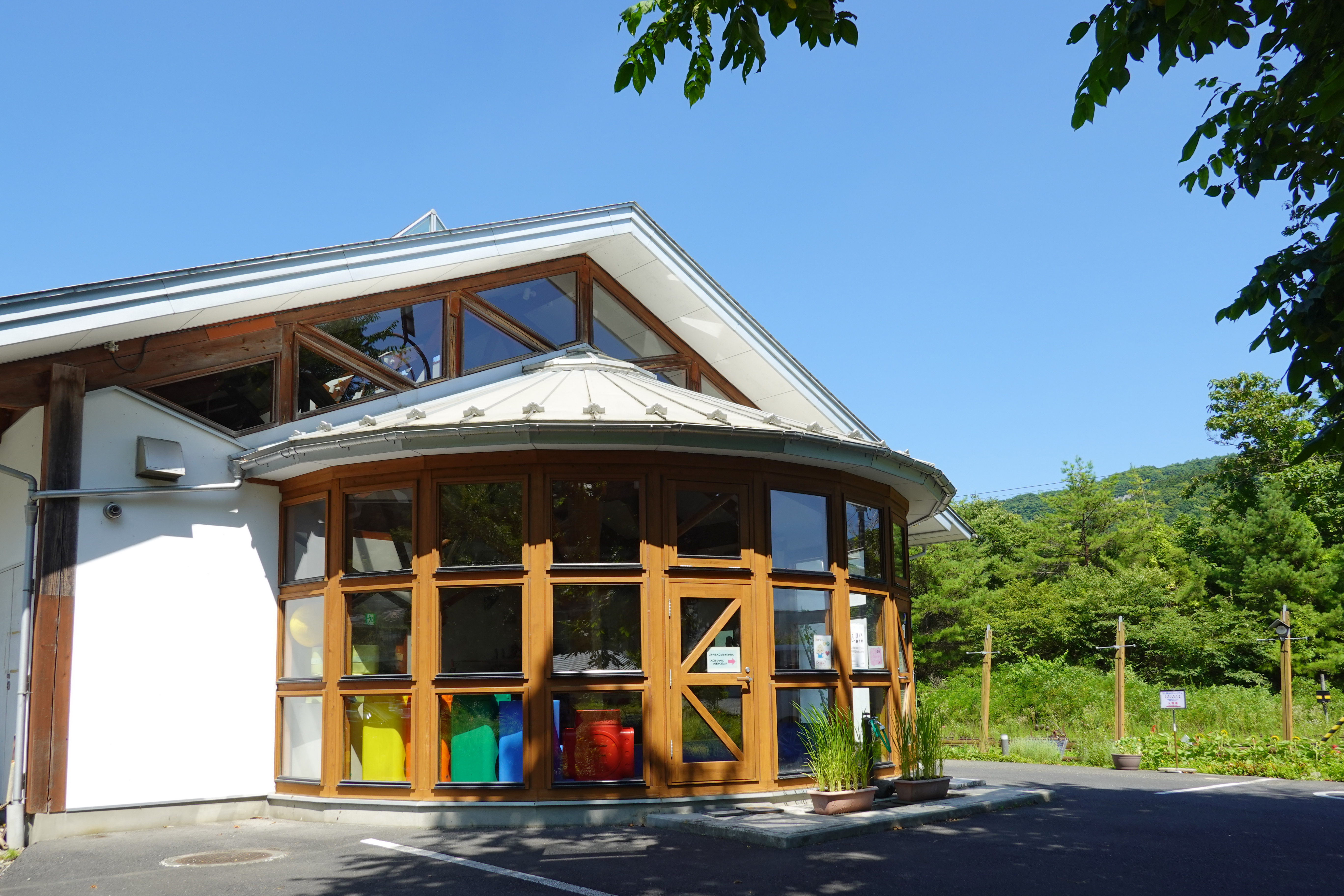
太陽と風の家
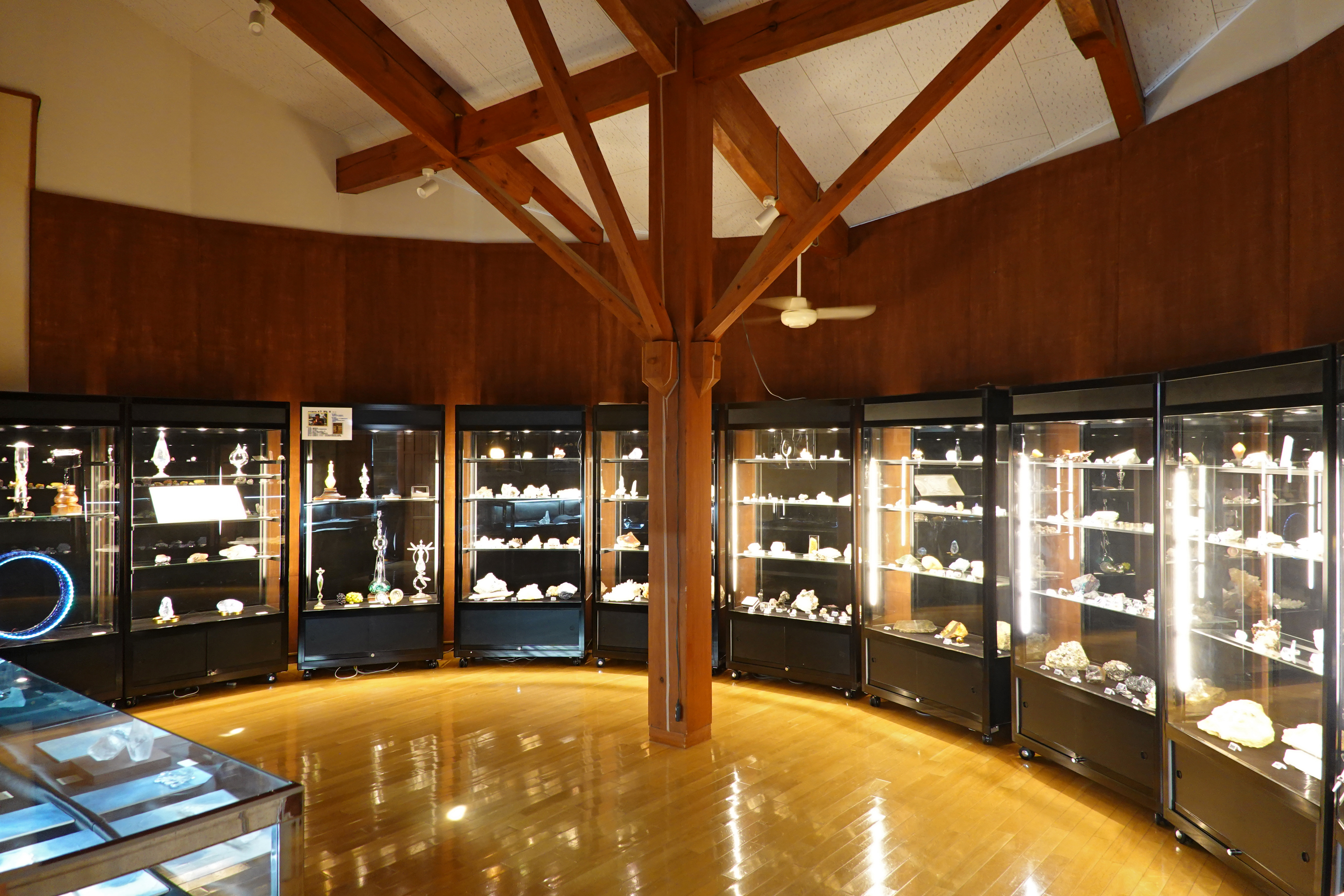
鉱物展示室
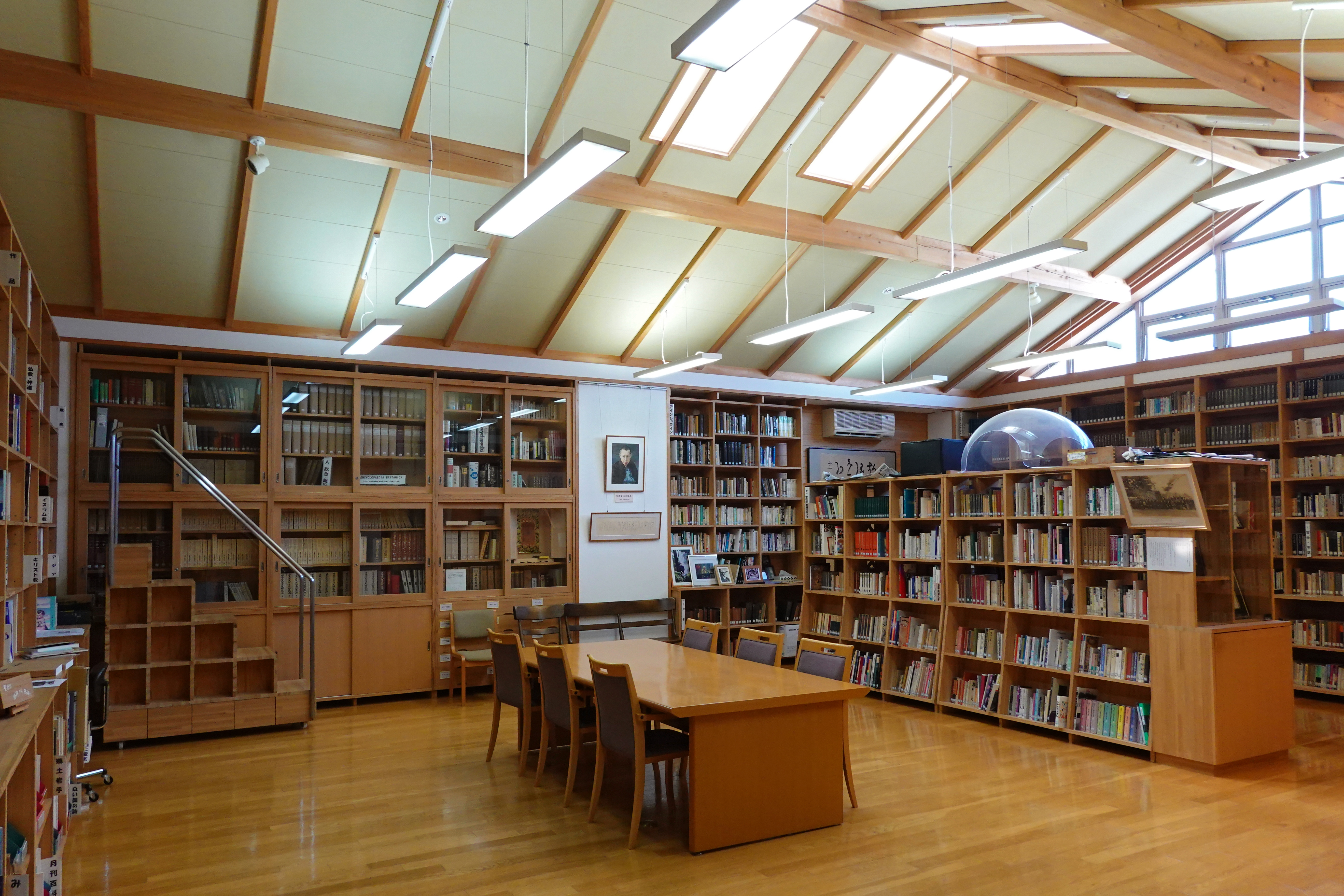
双思堂文庫
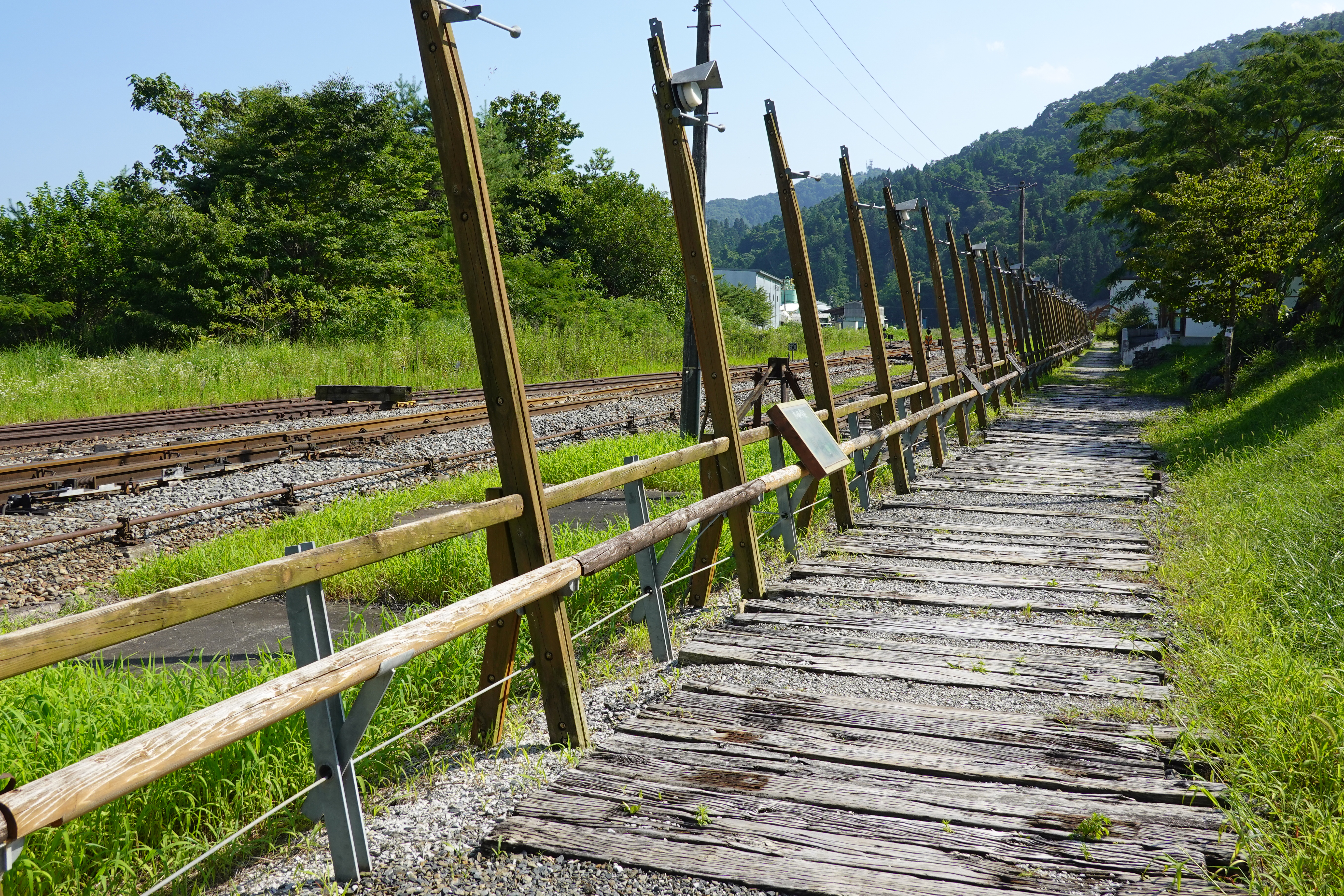
各施設を結ぶトロッコ道